# ديونكوندا تراوري
ديونكوندا تراوري (بالفرنسية: Dioncounda Traoré)‏ (مواليد 23 فبراير 1942) سياسي مالي شغل منصب رئيس مالي بصفة مؤقتة من أبريل 2012 إلى سبتمبر 2013. وكان سابقًا رئيسًا لجمعية مالي الوطنية من 2007 إلى 2012، وشغل منصب وزير الشؤون الخارجية من 1994 إلى 1997. كان رئيسًا للتحالف من أجل الديمقراطية في مالي بداية من عام 2000، وكان أيضًا رئيسًا للتحالف من أجل الديمقراطية والتقدم، تحالف الأحزاب الذي دعم إعادة انتخاب الرئيس أمادو توماني توري في عام 2007.